# Vízturbina

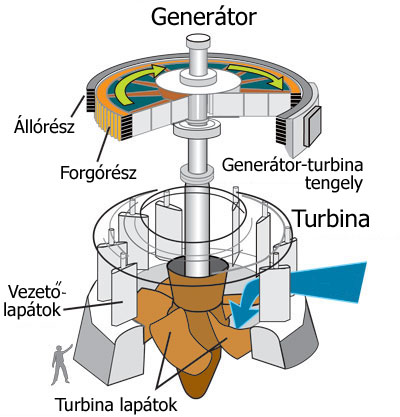
Kaplan-turbina és villamos generátor metszeti képe

A vízturbina egy forgó erőgép, mely a mozgó víz energiáját mechanikai munkává alakítja.
A vízturbinát a XIX. században fejlesztették ki és széles körben használják ipari energiaforrásként, elsősorban elektromos energia fejlesztésére. Előnyük az, hogy tiszta és megújuló energiát használnak fel.

## Története

### Örvény
Vízkerekeket több ezer éve használnak ipari energiaforrásként. Legfőbb hátrányuk a méretük, mely korlátozza az átömlő vízmennyiséget és a hasznosítandó esést (vízszint-különbséget).
A fejlődés a vízkeréktől a modern turbinákig mintegy száz évig tartott. Az áttörés az ipari forradalom alatt zajlott le azzal, hogy tudományos elveket és módszereket kezdtek használni. Ugyancsak segített az új anyagok és technológiák felhasználása, melyek szintén az ipari forradalom eredményei voltak.
A turbina szót Claude Bourdin francia mérnök vezette be a XIX. század elején és az örvénylés vagy örvény jelentésű latin szóból származtatta. A fő különbség az első vízturbinák és a vízkerekek között az örvény volt, mely energiát ad át a forgórésznek. Ez a többlet tette lehetővé, hogy a turbinát kisebbre készítsék, mint egy ugyanolyan teljesítményű vízkereket. A turbinák több vizet tudnak nyelni, ha a forgórész gyorsabban forog és lényegesen nagyobb esést tudnak hasznosítani. (Később szabadsugár-turbinákat is készítettek, amelyek nem használnak örvényt.)

### Kronológia

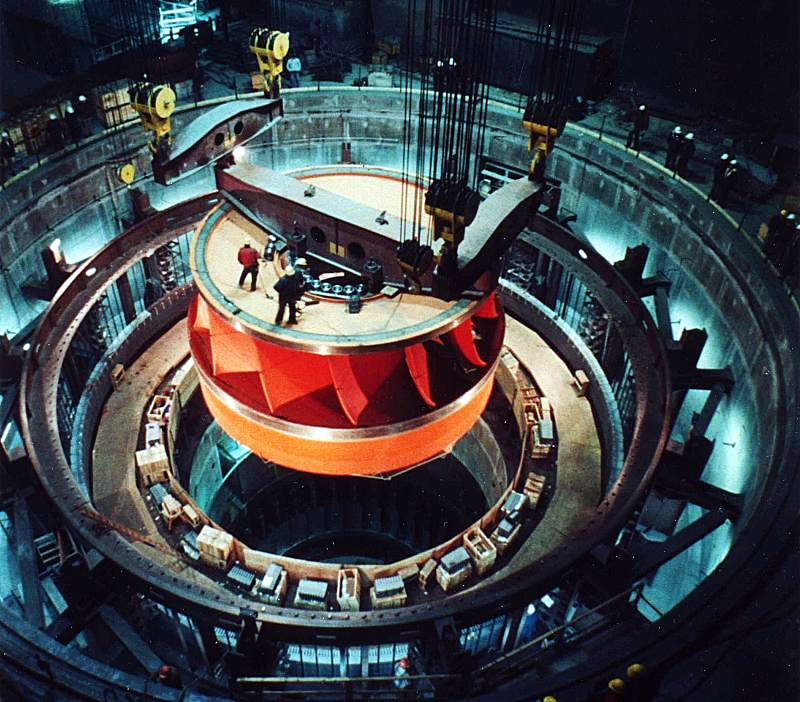
A Grand Coulee erőmű Francis turbinájának járókereke, mely közel egymillió LE teljesítményt ad le (szerelés alatt)

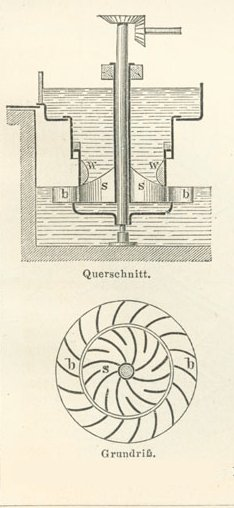
Fourneyron-turbina a XIX. századból

Segner János András reakciós vízturbinát fejlesztett az 1700-as évek közepén. Ez a vízszintes tengelyű turbina volt a modern vízturbinák előfutára. Ezt a rendkívül egyszerű gépet még ma is gyártják kis vízierőművek számára. Segner Eulerrel együtt dolgozta ki a turbina méretezésének első tudományos elméletét.
1820-ban Jean-Victor Poncelet francia mérnök kívülről-befelé áramló turbinát fejlesztett ki.
1826-ban Benoit Fourneyron belülről-kifelé áramló turbinát készített. Ez jó hatásfokú (~80%) gép volt, a víz hajlított lapátokkal rendelkező járókeréken áramlott át. A vezetőkeréken elhelyezkedő álló kiömlő lapátok szintén hajlítottak voltak.
1844-ben Uriah A. Boyden belülről-kifelé áramló turbinát fejlesztett ki, mely a Fourneyron-turbina teljesítményét javította. A forgórész alakja a Francis-turbináéhoz hasonlított.
1849-ben James B. Francis továbbfejlesztette a kívülről-befelé áramló reakciós turbinát és több mint 90%-os hatásfokot ért el. Ugyancsak ő vezetett be fejlett mérési és méretezési módszereket vízturbinák tervezéséhez. A róla elnevezett Francis-turbina az első modern vízturbina. Ma is ez a legtöbbször használt vízturbina a világon.
A kívülről-befelé áramló vízturbinák mechanikai elrendezése kedvezőbb, az összes modern reakciós turbina ezt a felépítést követi.
1890 körül feltalálták a korszerű siklócsapágyat, jelenleg ezt használják általánosan a nehéz vízturbina-tengelyek ágyazására.
1913 körül az osztrák Viktor Kaplan megalkotta a Kaplan-turbinát, egy propeller-típusú gépet. Ez tulajdonképpen a Francis-turbina továbbfejlesztése, ami forradalmasította a kis-esésű vízierőművek építését.

### Új elvek
A 19. század végéig az összes vízturbina (beleértve a vízkereket is) reakciós gép volt: a víz nyomása hatott a járókerék lapátjaira és ez végzett munkát. A reakciós típusú turbina teljesen fel kell hogy legyen töltve vízzel működés közben.
1866-ban Kaliforniában Samuel Knight malomépítő feltalált egy gépet, mely teljesen más elven működött. Az aranybányákban használt hidraulikus bányászati módszer nagynyomású vízsugara adta az ötletet Knightnak, hogy kifejlesszen egy kanalas kereket, mely a nagy esésű (néhány száz méter hosszú csőből kiömlő) szabad vízsugár kinetikus energiáját hasznosítja. Ezt szabadsugár- vagy tangenciális turbinának hívják. A vízsugár irányát a kanál U-alakban közel 180°-ban visszafordítja, energiáját átadja a keréknek és kicsorog a járókerékből közel nulla sebességgel. A vízsugár sebessége a belépésnél mintegy kétszerese a kanál sebességének.
1879-ben Lester Allan Pelton kísérletezett a Knight-kerékkel és kifejlesztette a Pelton-turbinát, melynél a munkát végzett víz oldalra távozik, elkerülve azt a veszteséget, amit Knight konstrukciójánál a visszacsorgó víz okozott.
1895 körül William Doble lecserélte Pelton félhenger alakú kanalát elliptikus kanálra, melynek közepén kivágás volt, hogy a víz a kanálba könnyebben bejusson. Ez a Pelton-turbina korszerű formája, mely eléri a 92%-os hatásfokot.
A Turgo-turbina és a Bánki-turbina szintén szabadsugár-turbina, ezeket később találták fel.

## A vízturbinák működési elve
Az áramló víz a turbina járókerekének lapátjaira irányul, a lapátokra erőt gyakorolva. Mivel a járókerék forog, az erő egy út mentén hat (egy út mentén ható erő munkát végez). Ilyen módon a vízáram energiát ad át a turbinának.
A vízturbinákat két nagy csoportra oszthatjuk: reakciós turbinákra és szabadsugár-turbinákra.
A vízturbinák pontos alakja, bármilyen konstrukcióról is legyen szó, a működtető vízoszlop nyomásától függ.

### Reakciós turbinák
A reakciós turbinákat a víz hajtja, melynek csökken a nyomása, amint áthalad a turbinán és átadja energiáját. A reakciós turbinának teljesen zártnak kell lennie, hogy a víznyomásnak (vagy szívásnak) ellenálljon, vagy teljesen a vízáramba kell merülnie.
Newton harmadik törvénye írja le a reakciós turbina energiaátadását.
A legtöbb vízturbina reakciós típusú. Kis és közepes eséseknél használják.

### Szabadsugár-turbinák
A szabadsugár turbinák egy vízsugár sebességét változtatják meg. A vízsugár nekiütközik a turbina görbült lapátjának, mely elfordítja az áramlást. Az eredményezett mozgásmennyiség (impulzus) változás erővel hat a turbinalapátokra. Mivel a turbina forgó mozgást végez, az erő egy adott úton hat (ezalatt munkát végez) és az eltérített vízáramlás lecsökkent energiával hagyja el a turbinát.
Mielőtt a turbinalapátokat elérné a vízsugár, a víznyomás (potenciális energia) egy fúvókában kinetikus energiává alakul. A turbinalapátokon nincs nyomásesés, és a turbina nem igényel zárt házat a működéshez.
Newton II. törvénye írja le az energiaátalakulást a szabadsugár-turbinákban.
A szabadsugár-turbinákat leggyakrabban igen nagy esések esetén használják.

### Teljesítmény
A vízturbina teljesítménye az alábbiak szerint számítható
{\displaystyle P=\eta \cdot \rho \cdot g\cdot H\cdot {\dot {V}}}
ahol:
- {\displaystyle P=}     a teljesítmény (J/s vagy W)
- {\displaystyle \eta =}  a turbina hatásfoka
- {\displaystyle \rho =}  a víz sűrűsége (kg/m³)
- {\displaystyle g=}     nehézségi gyorsulás (9,81 m/s²)
- {\displaystyle H=}     esés (m). Álló vízre ez a magasságkülönbség a beömlő és kiömlő felületek között. Áramló folyadék esetén egy további tagot kell hozzáadni, hogy figyelembe vegyük az áramlás kinetikus energiáját. A teljes esés a nyomás magasság és a sebesség magasság összege.

- {\displaystyle {\dot {V}}}= az áramló mennyiség (m³/s)

### Turbinaszivattyúk
Egyes turbinákat szivattyús vízierőművekhez szánnak. Ezekben a forgásirány és így az áramlás iránya is megfordítható.
Először szivattyúként dolgoznak és feltöltenek egy víztározót a villamos fogyasztási csúcson kívüli időben, amikor a villamosenergia-rendszerben sok szabad kapacitás van. Majd amikor csúcsfogyasztás van a villamos hálózatban, az áramlást megfordítják, a gép ekkor turbinaként visszaadja a hálózatnak (némi veszteséggel) a víztározóban tárolt víztömeg potenciális energiáját. Az ilyen turbina általában Deriaz-turbina, vagy Francis-turbina.

### Hatásfok
A korszerű nagy vízturbinák mechanikai hatásfoka 90%-nál nagyobb.

## Vízturbina-típusok
Reakciós turbinák:
- Francis
- Kaplan, propeller, cső
- Tyson
- Vízkerék

Szabadsugár-turbinák:
- Pelton
- Turgo

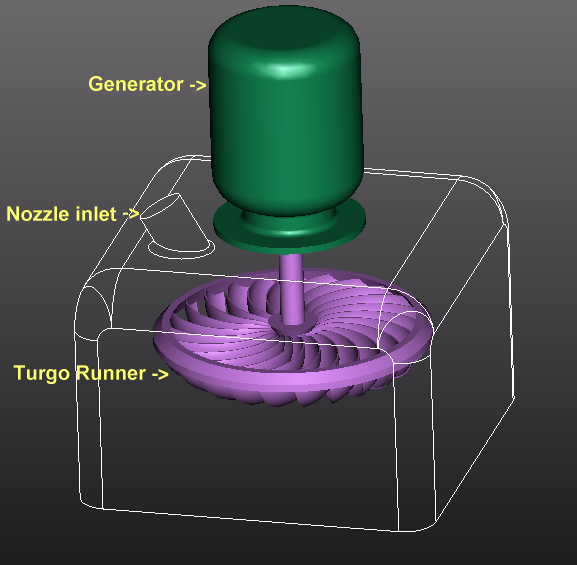
Turgo-turbina vázlata

- Bánki (Keresztáramú vagy Ossberger-turbinának is hívják)

## Kialakítás és alkalmazás
A turbina kiválasztása főképpen a rendelkezésre álló víz esése alapján történik és kevésbé a rendelkezésre álló vízmennyiség alapján. Általában a szabadsugár-turbinákat nagy esésre, a reakciós turbinákat pedig kis esésre használják. A Kaplan-turbinák a vízmennyiség és esés széles tartományában használhatók.
Kis turbinákat (10 MW alatt) gyakran építenek vízszintes tengellyel, sőt még meglehetősen nagy körte-elrendezésű turbinák is készülnek 100 MW-ig vízszintes tengellyel. A nagyon nagy Francis- és Kaplan-turbináknak általában függőleges tengelyük van, mert így használható ki legjobban az esés és sokkal kényelmesebben lehet a generátort szerelni. A Pelton-kerekek mind vízszintes, mind függőleges elrendezésben készülnek, mivel a gép méretei a rendelkezésre álló eséshez képest elhanyagolhatóak. Néhány szabadsugár-turbina több vízsugarat használ járókerekenként, hogy a fajlagos fordulatszám növelhető legyen és a forgórészre ható impulzuserőket ki lehessen egyenlíteni.

### Tipikus felhasználási területek
- Kaplan           2 < H < 40   (H = esés méterben)
- Francis         10 < H < 350
- Pelton           50 < H < 1300
- Turgo            50 < H < 250

### Fajlagos fordulatszám
A turbina fajlagos fordulatszámát, {\displaystyle n_{s}} a turbina járókerék alakja határozza meg, nem a méretei. Ez a jellemző lehetőséget ad arra, hogy egy ismert teljesítmény-paraméterekkel rendelkező meglévő konstrukciót egy új gép tervezéséhez használjanak fel. A fajlagos fordulatszám a legfontosabb jellemző annak megállapítására is, hogy egy adott létesítendő vízierőműhöz milyen turbinatípust kell kiválasztani.
A fajlagos fordulatszám úgy is definiálható, hogy az egy ideális geometriailag hasonló turbina fordulatszáma, mely egységnyi esésnél egységnyi teljesítményt szolgáltat.
A fajlagos fordulatszámot a turbina gyártója más adatokkal együtt megadja és mindig felelős a legjobb hatásfokú pontért. Ez lehetőséget ad arra, hogy a turbina teljesítményének pontos számítását lehessen elvégezni különböző esésekre és vízmennyiségekre.
{\displaystyle n_{s}=n{\sqrt {P}}/H^{5/4}} (dimenzióval rendelkező paraméter),
ahol: {\displaystyle n} = fordulat/p, {\displaystyle P} = teljesítmény, {\displaystyle H} = esés
{\displaystyle N_{s}={\frac {\Omega {\sqrt {P/\rho }}}{gH^{5/4}}}} (dimenzió nélküli paraméter),
ahol: {\displaystyle \Omega } = szögsebesség (radián/s), {\displaystyle \rho } = sűrűség
Példa: Adott egy áramló mennyiség és esés egy bizonyos vízierőmű számára, és a generátor megkívánt fordulatszáma. Számítsuk ki a fajlagos fordulatszámot. Az eredmény lesz a fő kritérium a turbina kiválasztásához.
A fajlagos fordulatszám a kiindulópontja egy új turbina tervezésének is. Ha a szükséges fajlagos sebesség ismert, a turbina alkatrészeinek legfontosabb méretei egyszerűen kiszámíthatók.
A kisminta törvények vagy hasonlósági törvények lehetővé teszik, hogy a turbina viselkedését modell kísérletekkel meg lehessen állapítani. A tervezett gép lekicsinyített másolatán például 300 mm-es átmérőjű járókeréken végzett laboratóriumi mérések alapján nagy pontossággal megjósolható a végleges megoldás. A kisminta törvények a gép viselkedését leíró összefüggésekből levezethetők.
A turbinán átáramló vízmennyiséget vagy egy nagy szeleppel lehet vezérelni, vagy a turbina járókereke körül elhelyezett szabályozó lapátokkal.

### Megfutási fordulatszám
A turbina megfutási fordulatszáma az a fordulatszám, melyet a gép a legnagyobb átömlő vízmennyiség mellett ér el, ha nincs terhelve. A turbinát úgy kell tervezni, hogy kibírja azt a többlet terhelést is, mely a megfutás alatt felléphet.

## Karbantartás

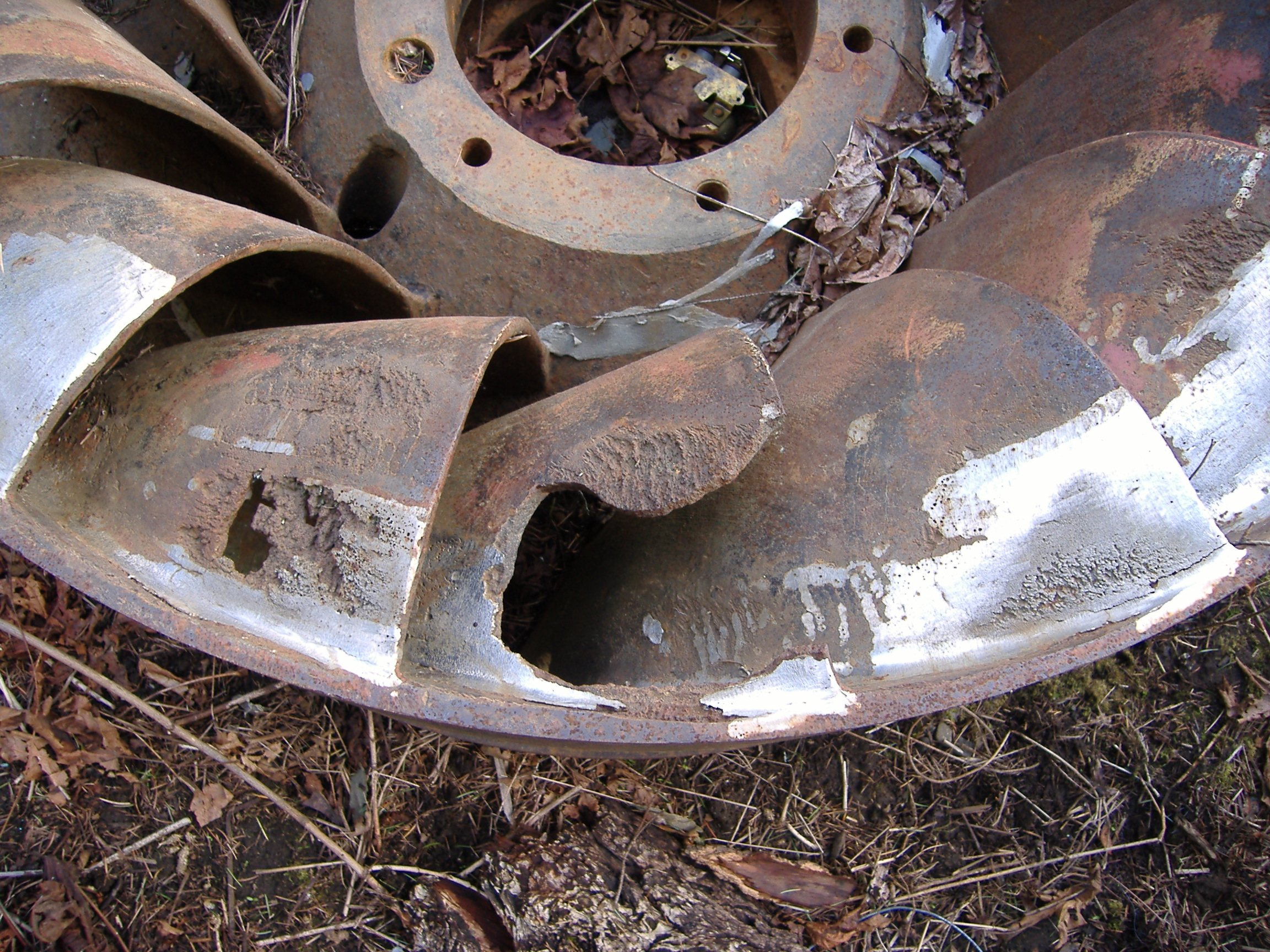
Francis-turbina élettartamának végén. Látható kavitáció nyoma, fáradt törés és egy hirtelen törés. Korábbi javítások nyoma (hegesztés) is felfedezhető

A turbinákat úgy tervezik, hogy több évtizeden keresztül üzemeljenek nagyon kis karbantartási igény mellett. A fődarabokat mindössze néhány évenként kell karbantartani. A forgórész és más víznek kitett alkatrészek karbantartása kiszerelésre, felülvizsgálatra és a megkopott részek javítására terjed ki.
A megszokott kopás és elhasználódás a kavitációból eredő erózió, fáradt törés és korrózió. Az acél alkatrészeket hegesztéssel javítják, általában rozsdamentes acéllal. A megsérült területeket kivágják, majd hegesztéssel feltöltik az eredeti vagy egy javított állapotig. A régi turbinákhoz jelentős mennyiségű rozsdamentes acél adható hozzá élettartamuk végéig. Munkaigényes hegesztési folyamatokat használnak a legjobb minőségű javítási eredmény eléréséhez.
Más alkatrészek szemrevételezést és esetleges javítást igényelnek a tervszerű karbantartások idején. Ilyenek a csapágyak, tömítések, a csapágyak és a generátor hűtőrendszere, a tömítőgyűrűk, szelepek és szabályozóelemek működtető mechanizmusa stb.

## Környezeti hatások
A vízturbináknak pozitív és negatív környezeti hatásai is vannak.
A vízturbina az egyik legtisztább energiaforrást használja, helyettesíti a fosszilis tüzelőanyagok elégetését és elkerüli a nukleáris hulladékot. Megújuló energiaforrást használ és több évtizedre tervezik működését. A világ elektromos energiatermelésében jelentős részt képvisel.
Történelmileg negatív következményei is vannak. A forgó lapátok vagy a szelepek és tolózárak a vízturbinákban megszakíthatják a folyók természetes ökológiáját, elpusztíthatják a halakat, meggátolhatják a halak vándorlását és megzavarhatják az emberek életkörülményeit. Például amerikai indián törzsek a Csendes-óceán északnyugati partjainál lazac halászatból éltek, de az agresszív gátépítések lerombolták ezt a tevékenységüket. A 20. század vége óta lehetőség nyílik olyan vízierőművek építésére, melyek távol tartják a halakat és egyéb élőlényeket a turbinák beömlőnyílásaitól jelentős teljesítménycsökkenés nélkül, az ilyen létesítményeket ritkábban kell tisztítani, de lényegesen drágább létesítésük. Az Egyesült Államokban tilos meggátolni a halak vándorlását, így kötelező olyan berendezéseket építeni, melyek lehetővé teszik a halak fel és leúszását a vízlépcsőn keresztül.

## Külső hivatkozások
- Alapvető összefüggések
- Alstom vízturbinák
- Voith Siemens vízturbinák
- General Electric vízturbinák
- Európai unió kiadvány, Layman vízienergia kézikönyv,12MB pdf
- "Reakciós vízturbinák kiválasztása", US Bureau of Reclamation kiadvány, 48MB pdf